# Tratado de Viena (1656)
El Tratado de Viena firmado el 1 de diciembre de 1656 fue un pacto de alianza austro-polaco suscrito durante la segunda guerra del Norte. El emperador Habsburgo Fernando III se comprometió a entrar en guerra contra Suecia y aportar al rey polaco Juan II Casimiro Vasa cuatro mil soldados. El tratado dejó insatisfecho a este, que esperaba obtener mayor ayuda de los Habsburgo y fue de difícil aplicación por el fallecimiento tres días después del emperador. El sucesor de Fernando, Leopoldo I, firmó un nuevo pacto, más trascendente, algunos meses más tarde, el Tratado de Viena (1657).